# Горан Алексић
Горан Алексић (Рим, 7. септембар 1960) српски је дипломата. Од фебруара 2023. до маја 2024. године обављао је функцију државног секретара у Министарству спољних послова Републике Србије. Претходно је службовао као амбасадор Србије у Италији, Украјини и на нерезидентној основи у Сан Марину, Малти и Молдавији. Био је стални представник Србије при агенцијама Уједињених нација са седиштем у Риму (Организација за храну и пољопривреду и Светски програм за храну).

## Биографија
Студирао је на Електротехничком факултету Кијевског политехничког института и дипломирао на Правном факултету Универзитета у Београду, где је завршио и последипломске специјалистичке студије из области међународног привредног права, а након тога магистрирао. Усавршавао се на Дипломатској академији у Бечу и на пословној школи Универзитета Харвард у Бостону. Говори енглески, руски и италијански језик.

### Каријера
У дипломатску службу СФРЈ ступио је 1991. године. До 1998. године, прошао је звања трећег, другог и првог секретара у Министарство спољних послова Југославије СФРЈ и СРЈ. Од 1998. до 2002. године, био је први секретар а потом и отправник послова уCuriculum Vitae Амбасади СР Југославије у Грчкој. По повратку у Министарство спољних послова, обављао је дужност заменика начелника Одељења за економску мултилатералну сарадњу, а 2003. године постаје шеф Дипломатског протокола.
Од 2004. до 2009. године је био изванредни и опуномоћени амбасадор Србије и Црне Горе и, касније, Србије у Украјини, као и на нерезидентној основи у Молдавији.
По повратку у Министарство спољних послова преузима дужност начелника Одељења за Русију и Евроазију, на којој остаје до 2011. године. У 2011. и 2012. години је руководио Одељењем за Европу, да би 2012. године био постављен за помоћника министра спољних послова за билатералну сарадњу. У 2014. и 2015. години је био амбасадор у Министарству спољних послова, након чега поново преузима дужност помоћника министра спољних послова за билатералну сарадњу.
Указом председника Републике Србије именован је за изванредног и опуномоћеног амбасадора Републике Србије у Републици Италији, где је председнику Серђу Матарели предао акредитивна писма 4. октобра 2017. године. Истовремено, био је нерезидентни амбасадор Републике Србије у Малти (акредитивна писма предао је председнику Мари-Луиз Колеиро Преки 10. априла 2018), као и у Сан Марину (акредитивна писма је предао капетанима регентима 23. октобра 2018). Упоредо са овим дужностима, био је стални представник Републике Србије при агенцијама Уједињених нација са седиштем у Риму (Организација УН за храну и пољопривреду и Светски програм за храну).
За државног секретара у Министарству спољних послова Републике Србије постављен је 23. фебруара 2023.г.
Истовремено, обављао је функцију шефа Делегације Републике Србије у Међународној алијанси за сећање на Холокауст (IHRA) и био координатор у Министарству спољних послова Републике Србије за промоцију кандидатуре Београда за домаћина Специјализоване изложбе ЕХРО 2027.

## Приватан живот
Потиче из дипломатске породице. Отац Славко Алексић био је каријерни дипломата, амбасадор и генерални конзул Социјалистичке Федеративне Републике Југославије, а мајка Зора Алексић рођ. Будисављевић дипломирани професор светске књижевности. Деда по оцу Јован Алексић био је официр Краљевине Југославије и након Првог светског рата службовао је у српском Војном изасланству у Солуну, а потом као срески начелник.
Рођени брат Зоран Алексић је очни хирург и офталмолог који живи и ради у Јужноафричкој Републици. Директор је Јужноафричког друштва за катаракту и рефрактивну хирургију, члан Јужноафричког колеџа хирургије, Офталмолошког друштва Јужне Африке и Европског друштва за катаракту и рефрактивну хирургију. Директор је и оснивач Клинике за очну хирургију у Кејптауну и приватне болнице West Coast.
Јованка Будисављевић Броз, супруга председника Југославије Јосипа Броза Тита, била је његова рођена тетка . Потиче из угледне личке породице Будисављевић. Учествовала је у Народноослободилачком рату и као официр НОВиПОЈ прошла цео ратни пут са Шестом личком дивизијом. Два пута је одликована Орденом за храброст, а 1953.г. демобилисана је у чину потпуковника.
Ожењен је Светланом.